# Eternity (Datura)
Eternity è l'unico album del gruppo dei Datura del 1993.

## Tracce
1. North Line
2. Devotion
3. Passion
4. Mystic Motion
5. East Line
6. Nu Style
7. South Line
8. Yerba Del Diablo
9. The 7th Hallucination
10. Eternity
11. West Line
12. Fade To Grey
13. Yerba del Diablo Part 2 (Juca Rosa)
14. Yerba del Diablo Part 2 (Ariki)
15. Devotion (Karma Marga)